# Nerses Pozapalian

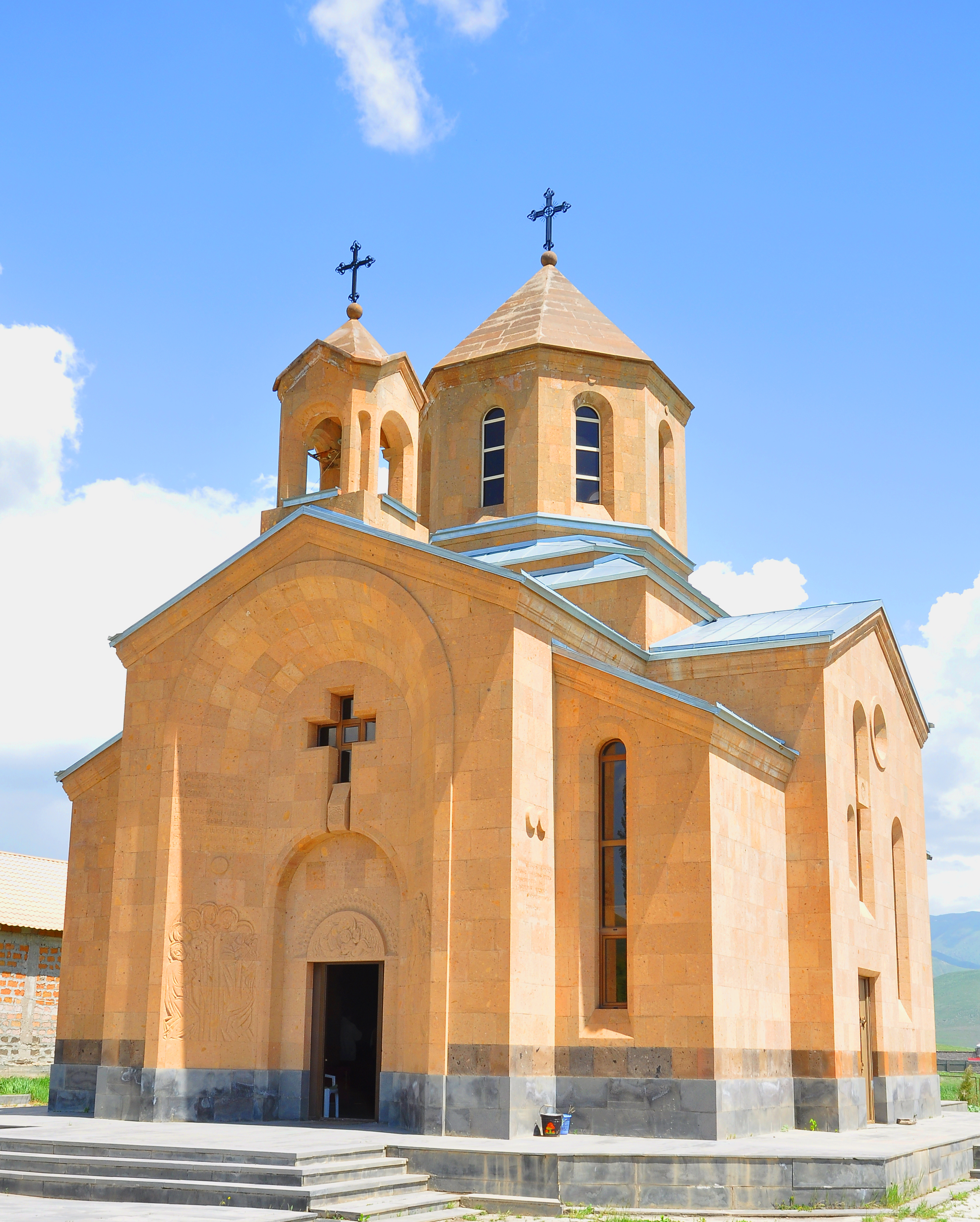
l'église Saints Martyrs

Nerses Pozapalian  (nom de baptême Hagop), né le 5 juillet 1937 dans la province de Kırıkhan en Cilicie et mort le 27 juin 2009, est un archevêque de l'Église apostolique arménienne.

## Biographie
En 1939, sa famille émigre à Beyrouth où il fréquente l'école arménienne Noubarian, puis le Séminaire arménien d'Antélias et le Collège Central des Moines. En 1957, sa famille est rapatriée en Arménie. Il y poursuit ses études au Séminaire théologique Gevorkian. La même année, il est ordonné au diaconat par l'archevêque Haikazoon Abrahamian. 
De 1960 à 1961, il étudie à l'Académie de l'Église orthodoxe russe de Zagorsk. En 1961 il est sacré prêtre célibataire par le Catholicos de tous les Arméniens, Sa Sainteté Vasken I de Saint-mémoire et prend le nom sacerdotale de Nerses. En 1962, après la soutenance de sa thèse en théologie, il est sacré diacre par le Catholicos de tous les Arméniens, Sa Sainteté Vasken I, puis en 1965, reçoit le titre de diacre extrême (Dzayraguyn Vardapet). De 1963 à 1965 Nerses Pozapalian étudie à la faculté de théologie au Collège de la Résurrection, dans le Yorkshire, en Angleterre. Il fréquente en même temps les cours d'été de culture et de littérature anglaise à l'université de Cambridge. Dès son retour d'Angleterre à 1969, il est doyen du Séminaire théologique Gevorkian. De 1969 à 1970, Nerses Pozapalian étudie à l'Institut œcuménique du Conseil mondial œcuménique de Bossey, à Genève. De 1969 à 1972 il est pasteur de la communauté suisse-arménienne. 
En 1977, il reçoit une lettre spéciale de gratitude par la reine du Royaume-Uni, Élisabeth II. En 1982, il est invité par Sa Sainteté Vasken I au Saint Siège et nommé Chancelier (Divanapet) du Saint Siège.
Élu membre du Comité central du Conseil mondial œcuménique en 1983, il fonde en 1982 la Société biblique arménienne et en devient le directeur jusqu'en 1995. Il est sacré archevêque en 1986 par le Pontifical encyclique de Sa Sainteté Vasken I. 
Depuis 1991 il est membre du Comité exécutif de la Société biblique de l'Europe et du Proche-Orient. Il est également le président du Comité de la Fondation Jinishian de bienfaisance. En 1999,  il est élu membre à part entière de l'Académie humanitaire de la Russie.
Le 4 juillet de 1999, il est élu comme locum tenens de Sainte Etchmiadzine. De 2000 à 2003, à l'occasion du 40e anniversaire de sa vocation à l’église, Nersès Pozapalian entreprend la construction de l'église Saints Martyrs, dans le village de Teghenik, en mémoire de ses parents : Grigor et Makrouhi Pozapalian. L'église est consacrée en 2003. À cette occasion, il reçoit l'ordre de Saint Grégoire l'Illuminateur (Grigor Loussavoritch) de la part du Catholicos de tous les Arméniens, Sa Sainteté Garéguine II Nersissian. Il publie dix recueils de poésies et des sermons. Il a été professeur au Séminaire de Théologie Gevorkian d'Etchmiadzin.
De 2000 à 2006 il fut le directeur du Département éditorial de Saint Etchmiadzin. Le 18 février 2009 il est grièvement blessé à la suite d'une attaque de vol dans son appartement sur le territoire du Saint-Siège arménien apostolique à Etchmiadzin, il est hospitalisé dans un état de coma au centre médical Nairi. Il meurt quatre mois après l’agression, le 27 juin.